# Каннингэм, Крис
Крис Каннингэм (англ. Chris Cunningham, род. 15 октября 1970 года, Рединг, Беркшир, Великобритания) — британский клипмейкер, известный своим сотрудничеством с такими исполнителями, как Autechre, Squarepusher и другими. Наиболее известные его работы включают видеоклипы на песни Windowlicker и Come to Daddy музыканта Aphex Twin, а так же на песни All Is Full of Love для Бьорк и Frozen для Мадонны. Он также создает художественные инсталляции и снимает короткометражные фильмы. В 2000-х годах Каннингэм начал создавать обложки альбомов для различных музыкантов.

## Карьера
В начале своей карьеры Каннингэм создавал грим и концептуальные иллюстрации для фильмов «Железо» и «Песчаный дьявол» Ричарда Стэнли, «Ночной народ» Клайва Баркера и «Чужой 3» Дэвида Финчера. В период с 1990 по 1992 год он время от времени создавал обложки для журнала Judge Dredd Megazine, работая под псевдонимом Крис Холлс, Холлс — фамилия его отчима.
Каннингэм был тесно связан с лейблом Warp Records со времен своего первого видеоклипа для Autechre, Second Bad Vilbel. Видеоклипы для Aphex Twin Come to Daddy и Windowlicker, пожалуй, самые известные из его работ. Его клип на песню Бьорк All Is Full of Love получил множество наград, в том числе премию MTV music video award и был номинирован на премию Грэмми за лучшее короткометражное музыкальное видео. Его до сих пор можно увидеть в Музее современного искусства в Нью-Йорке. Его видеоклип для Aphex Twin на песню Windowlicker был номинирован на премию «Лучшее видео» на Brit Awards 2000. Он также снял видеоклип для Мадонны на песню Frozen, который стал международным хитом и получил награду за лучшие спецэффекты на MTV Music Video Awards в 1998 году. После семилетнего перерыва Каннингэм  снял клип на песню Sheena Is a Parasite группы The Horrors.
Его видеоинсталляция «Flex» впервые была показана в 2000 году в Королевской академии искусств, а затем в галерее Энтони Д'Оффея и других. Flex был заказан галереей для выставки Apocalypse: Beauty & Horror in Contemporary Art, кураторами которой были Норман Розенталь и Макс Уигрэм в Королевской академии искусств в 2000 году. 
В 2007 году отрывок из «Flex» был показан на выставке Barbican Seduced: Art and Sex from Antiquity to Now, кураторами которой были Мартин Кемп, Марина Уоллес и Джоанна Бернштейн наряду с другими произведениями Бэкона, Климта, Рембрандта, Родена и Пикассо.
Каннингэм снял несколько рекламных роликов для брендов Gucci, Sony PlayStation, Levi'S, Telecom Italia, Nissan и Orange.

## Личная жизнь
Каннингэм был женат на басистке группы Warpaint, Дженни Ли Линдберг. В настоящее время они не вместе.

## Видео
- Second Bad Vilbel (1996) — Autechre
- Back with the Killer Again (1996) — The Auteurs
- Light Aircraft on Fire (1996) — The Auteurs
- Fighting Fit (1996) — Gene
- Another Day (1996) — Lodestar
- Space Junkie (1996) — Holy Barbarians
- 36 Degrees (1996) — Placebo
- Personally (1997) — 12 Rounds
- Jesus Coming in for the Kill (1997)  — Life's Addiction
- The Next Big Thing (1997) — Jesus Jones
- Tranquillizer (1997) — Geneva
- No More Talk (1997) — Dubstar
- Something to Say (1997) — Jocasta
- Come to Daddy (1997) — Aphex Twin
- Sport is Free (1997) — ITV
- Fetish (1998) – NUS
- Clip Clop (1998) — XFM London
- Only You (1998) — Portishead
- Frozen (1998) — Мадонны
- Come on My Selector (1998) — Squarepusher
- Engine (1999) — Nissan.
- All Is Full of Love (1999) — Бьорк
- Windowlicker (1999) — Aphex Twin
- Afrika Shox (1999) — Leftfield and Afrika Bambaataa
- Mental Wealth (1999) — Sony PlayStation
- Photocopier (unreleased) — Levi's
- Flex (2000)
- Quiet (2000) — Telecom Italia
- Monkey Drummer (2001)
- Up and Down (2002) – Levi's
- Photo Messaging (2003) — Orange.
- Rubber Johnny (2005)
- Sheena Is a Parasite (2006) — The Horrors
- Gucci Flora (2009) — Gucci Perfume
- New York Is Killing Me (Chris Cunningham Remix) (2010) — Гил Скотт-Херон
- Jaqapparatus 1 (2012).